# Dates des indépendances dans l'empire colonial français

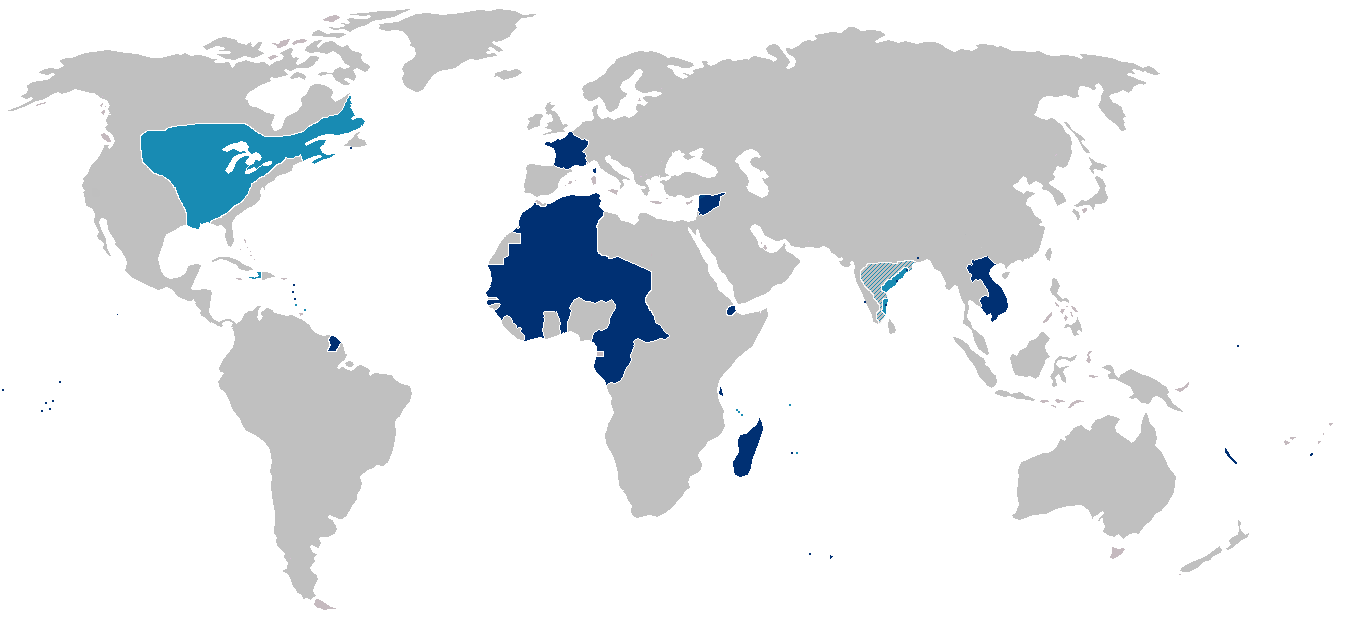
Étendue de Empire colonial français (1534 - 1980)

## Dates des indépendances
- 1804 
  -  Haïti 1er Janvier : Après la capture de Toussaint Louverture, Jean-Jacques Dessalines obtint l'indépendance de la partie occidentale de l'île d'Hispaniola, découverte en 1492 par Christophe Colomb, en défaisant les armées françaises (la partie orientale devient définitivement indépendante en 1865, sous le nom de Saint Domingue, après le départ des Espagnols).
- 1943
  -  Liban 22 Novembre (départ effectif des français en 1946)
- 1945
  -  Kouang-Tchéou-Wan rétrocédée à la Chine (le drapeau français y est abaissé pour la dernière fois le 20 novembre 1945)
- 1946
  -  Syrie 17 Avril
- 1953
  -  Laos
  -  Cambodge
  -  Chandernagor « rendue » à l'Inde
- 1954
  -  Nord Vietnam, à la suite des accords de Genève consécutifs à la bataille de Dien-Bien-Phu (l'intervention des États-Unis au sud du 17e parallèle a lieu en 1963 et se poursuit jusqu'en 1975, date de la chute de Saigon, rebaptisée depuis Hô-Chi-Minh-Ville. Le pays est officiellement réunifié en 1976)
- 1955
  -  Sud Vietnam ; le 26 octobre 1955, le premier ministre Ngô Đình Diệm proclame la république du Viêt Nam
- 1956
  -  Maroc 2 mars
  -  Tunisie 20 mars
  -  Pondichéry, Mahé, Yanaon, Kârikâl « rendues » à l'Inde
- 1958
  -  Guinée 2 Octobre : la Guinée est le seul territoire français à rejeter la proposition de « Communauté franco-africaine » lors du référendum
- 1960
  - Les autres territoires de l'Afrique-Occidentale française :  Dahomey (devenu le Bénin),  Côte d'Ivoire, Soudan français (sous le nom de Mali),  Haute Volta (devenue le Burkina Faso en 1984),  Mauritanie,  Niger,  Sénégal
  - Afrique-Équatoriale française : Oubangui-Chari (sous le nom de République centrafricaine),  Moyen-Congo (sous le nom de République du Congo),  Gabon,  Tchad
  -  Togo
  -  Cameroun
  -  Madagascar
- 1962
  -  Algérie
- 1975
  -  Comores
- 1977
  -  Djibouti
- 1980
  -  Condominium franco-britannique des Nouvelles-Hébrides (sous le nom de Vanuatu)